# Улица Евгения Чикаленко (Киев)
У́лица Евге́ния Чикале́нко (укр. вулиця Євгена Чикаленка; до 2022 года — Пу́шкинская улица) — улица в Шевченковском районе города Киева (Украина).
Пролегает от Прорезной улицы до площади Украинских Героев.

## История
Часть улицы между Прорезной улицей и бульваром Тараса Шевченко возникла в 40-х годах XIX столетия. Улица имела название Елизаветинская, в честь российской императрицы Елизаветы Петровны. В 1869—1899 годах — Новоелизаветинская улица. Заключительная часть улицы сформировалась в начале 1870-х годов, когда был продан и застроен пустырь напротив университета (часть пустыря была застроена, часть — преобразована в парк). В 1899 году, в честь 100-летия со дня рождения Александра Пушкина, переименована в его честь.
На улице почти полностью сохранилась застройка конца XIX — начала XX столетия. Лишь начальная часть улицы частично пострадала во время разрушения Крещатика осенью 1941 года, и несколько домов было уничтожено (№ 1, 2, 3, 4, 6).
В процессе дерусификации городских объектов, 28 октября 2022 года улица получила современное название — в честь общественного деятеля украинской культуры и мецената Евгения Харлампиевича Чикаленко.

## Объекты культурного наследия
Памятники архитектуры и истории, исторические здания:
1. дом № 1-3/5 — жилой дом (1953—1955) — историческое здание
2. дом № 2-4 — жилой дом (1950-е) — историческое здание
3. дом № 5 — жилой дом (конец 19 века) — вновь выявленный объект архитектурного наследия с охранным № 373. Бывшее здание Киевской уездной ЧК[3].
4. дом № 7 — жилой дом «Научный работник» (1928) — вновь выявленный объект архитектурного наследия с охранным № 374. Бывший штаб особого рабочего полка при ГубЧК[4].
5. дом № 8 — жилой дом (конец 19 века) — историческое здание
6. дом № 10 — жилой дом (1881—1882) — памятник архитектуры местного значения с охранным № 135. Комплекс зданий Киевской уездной ЧК[5].
7. дом № 11 — жилой дом (начало 20 века) — историческое здание
8. дом № 14 — дом железнодорожных касс (1912—1914) (арх. А. Вербицкий) — памятник архитектуры местного значения с охранным № 136
9. дом № 19 Б — жилой дом (флигель) (1910) — историческое здание
10. дом № 21 — жилой дом (1910—1911) — памятник архитектуры местного значения с охранным № 46; доходный дом, в котором проживали Данькевич К. Ф., Тольба В. С. — памятник истории местного значения
11. дом № 22 — жилой дом (начало 20 века) — вновь выявленный объект архитектурного наследия с охранным № 375
12. дом № 23 — жилой дом (1913) — вновь выявленный объект архитектурного наследия с охранным № 376
13. дом № 23 А — жилой дом, в котором проживали Вериковский М. И., Винниченко В. К. — памятник истории местного значения
14. дом № 29/5-7 — гостиница «Палас» (1910—1912) — памятник архитектуры местного значения с охранным № 538
15. дом № 35 Б — жилой дом (1888—1896) — памятник архитектуры местного значения с охранным № 231
16. дом № 41 — жилой дом (1912) — памятник архитектуры местного значения с охранным № 137
17. дом № 45/22 — доходный дом (1901) — памятник архитектуры местного значения с охранным № 138
18. дом № 31 А — жилой дом (конец 19 — начал 20) — вновь выявленный объект архитектурного наследия с охранным № 377
19. дом № 32 — жилой дом (середина 19 века) — вновь выявленный объект архитектурного наследия с охранным № 378
20. дом № 32 А — жилой дом, в котором размещались частные учебные заведения, правление общества композиторов Украины — памятник истории местного значения
21. дом № 33 — жилой дом (конец 19 века) — вновь выявленный объект архитектурного наследия с охранным № 379
22. дом № 35 — жилой дом (дом Михельсона[укр.]) (начало 20 века) — вновь выявленный объект архитектурного наследия с охранным № 380
23. дом № 37 — жилой дом (начало 20 века) — вновь выявленный объект архитектурного наследия с охранным № 381

Значительные архитектурные объекты, что не являются памятниками архитектуры или истории: жилые дома № 6, 8Б, 9, 10Б, 11А, 11Б, 12, 12Б, 16/8 (административное здание), 24, 25, 27, 32Б, 34 (особняк Гарнич-Гарницкого), 38, 39, 43, 47/22 (управление метрополитена).

## Примечательные или важные объекты
- № 6 — посольство Туркменистана в Украине
- № 10 — железнодорожные кассы
- № 11 — посольство Перу.
- № 22 а — Киевский городской центр эндокринологии.
- № 30 — общество Красного Креста Украины, национальный комитет.
- № 32 — издательство «Лыбедь»;
- № 32 А — центральный исполком политической партии УДАР
- № 36 — Украинская православная церковь Киевского патриархата, резиденция Патриарха.
- № 36 — Киев-Донбасс, бизнес-центр
- № 45 — отделение Сбербанка Украины.

## Примечательные личности, которые проживали или работали на улице Евгения Чикаленкo
- В здании № 4 (не сохранилось) находилась типография С. В. Кульженко;
- В здании № 5 жил художник А. Шовкуненко;в доме 8-б жил композитор А. И. Билаш
- На здании № 17 установлена мемориальная доска И. Нечуй-Левицкому (в здании, стоявшем на этом месте, писатель жил в течение 1889—1910 годов);
- В здании № 20 проживали артисты З. Гайдай, М. Литвиненко-Вольгемут, М. Роменский, А. Хвостенко-Хвостов;
- На здании № 21 установлена мемориальная доска дирижёру В. Тольбе, проживавшему в доме с 1944 по 1984 год[6];
- В здании № 23 жил композитор М. Вериковский;
- В здании № 32А жил и преподавал пианист К. Регаме;
- В здании № 36 проживал историк, научный и общественный деятель, директор 1-й Киевской гимназии Н. Стороженко;
- В здании № 35 в 1890—1914 гг. проживал профессор лингвистики Университета св. Владимира Фёдор Иванович Кнауэр.
- В здании № 40 в 1890—1919 гг. проживал профессор римской словесности Университета св. Владимира Юлиан Андреевич Кулаковский.